# Valerija Lazinská
Valerija Lazinská (rusky Валерия Лазинская), (* 10. prosince 1992, Šachtinsk, Karagandská oblast, Kazachstán) je ruská zápasnice. Od 10 let se připravuje v Jegorjevsku pod vedením Olega Černova. V roce 2015 vyhrála zlatou medaili na Evropských hrách v zápase ve volném stylu.